# Myrmarachne formosa
Myrmarachne formosa là một loài nhện trong họ Salticidae.
Loài này thuộc chi Myrmarachne. Myrmarachne formosa được Tord Tamerlan Teodor Thorell miêu tả năm 1890.